# Truetype
Truetype (TT), i marknadsföring skrivet TrueType, är en teknik för vektorfonter som introducerades av Apple 1991 och av Microsoft 1992 som ett led i att få högklassiga fonter i Macintosh och Windows. TT är en teknik av WYSIWYG-typ. Teckenkodningen Unicode är en del av Truetype-formatets specifikation.

## Historia
Truetype började att utvecklas av Apple under senare delen av 1987. Både Macintosh och Windows behövde ett vektorbaserat, skalbart fontformat, som kunde visas med hög kvalitet på skärm, och användas för utskrift i hög eller låg upplösning. Ett sådant fontformat fanns redan, från Adobe, Postscript Type 1. Dock ville varken Apple eller Microsoft betala en licensavgift till Adobe för att deras respektive operativsystem skulle kunna visa text, ej heller ville de att en så central funktion skulle ligga utanför deras egen kontroll. Postscript Type 1 hade också den begränsningen, att det var baserat på 8-bitars teckenkodning, vilket ger plats för 28 = 256, eller i praktiken 248 tecken. Detta är givetvis otillräckligt för skriftsystem som det kinesiska, men också för flerspråkiga tillämpningar, eller sammanhang som behöver till exempel fonetiska eller tekniska tecken.
Redan 1988 beslöt Apple att det nya fontformatet skulle stödja teckenkodningen Unicode, som lanserades i en första version hösten 1991. Det första operativsystemet med inbyggt stöd för Truetype var Apple Macintosh System 7.0, som lanserades i mars 1991. Ett år senare lanserade Microsoft Windows 3.1 med stöd för Truetype. Med båda operativsystemen följde också ett antal typsnitt i Truetype-format. Macintosh levererades med Times Roman, Helvetica och Courier, medan Windows var utrustat med Times New Roman, Arial och Courier. Även om Truetype-formatet är detsamma för de båda plattformarna, finns det delar i fonterna som är specifika för respektive plattform.
Varken Windows 3.1 eller Macintosh System 7 hade stöd för Unicode, vilket gjorde detta till en outnyttjad egenskap i Truetype-formatets specifikation. I juli 1993 lanserade dock Microsoft sitt 32-bitarssystem Windows NT 3.1, som använder Unicode för den interna teckenkodningen. Windows NT hade också en förbättrad, 32-bitars Truetype-rastrerare. Macintosh fick fullt Unicode-stöd först med Mac OS 10.0, mars 2001.
1994 lanserade Apple sin vidareutveckling av Truetype-formatet, Truetype GX, som sedermera kom att bli Apple Advanced Typography (AAT). Såväl Truetype GX som Apple Advanced Typography innehåller funktioner för avancerad typografi, och en motsvarighet till Adobes Multiple Master-teknik, som gör det möjligt att ändra typsnittets ”vikt” steglöst, från tunn till fet. Att formatet är knutet till Macintosh har lett till att få utvecklare har tagit fram typsnitt eller program som stöder detta format. Istället är det Opentype som utvecklarna har satsat på.
Microsoft lanserade sin Truetype-utvidgning Truetype Open med Windows 95. Därmed togs ett stort steg framåt i fråga om behandling av olika skriftsystem och typografiska finesser. Med Windows 95 lanserades också Windows Glyph List 4 (WGL4), ett urval Unicode-delmängder som omfattar alla tecken som används i dagens europeiska språk. Därmed började typsnitt i Truetype-format som utnyttjar den Unicode-baserade 16-bitars teckenkodningens utrymme för 216 = 65 536 tecken att få större spridning. Times New Roman, Arial, Courier, Georgia, Verdana och Tahoma är typsnitt som uppgraderades till att omfatta WGL4.
Nästa steg annonserades 1996, då Microsoft och Adobe tillkännagav att de gemensamt skulle utveckla ett nytt fontformat, Opentype. Detta format kallas också ”Truetype Open v. 2”, och kan ses som en vidareutveckling av Truetype Open (v. 1), och i likhet med detta, bygger Opentype på tabeller som hanterar olika funktioner. Den viktigaste skillnaden är att en Opentype-font kan innehålla konturer i Truetype- eller Postscript-format. Som en del i uppgörelsen utbytte Microsoft och Adobe licenser för Truetype och Postscript Type 1. Detta fick till följd att Postscript 3, som lanserades 1997, har förbättrat stöd för Truetype-fonter, och att Windows 2000 och senare Windows-versioner har inbyggt stöd för Postscript-baserade fonter, såväl Opentype som Postscript Type 1. Windows 2000, som lanserades i februari 2000, var det första operativsystemet med inbyggt stöd för Opentype med båda typerna av konturer, följt av Mac OS X 10.0 året efter.
Såväl Truetype Open som Opentype (med Truetype-konturer) är bakåtkompatibla. Under Windows 3.1 (och 3.11) beter de sig som rena Truetype-fonter, och under Windows 95, 98 och Me beter sig Opentype som Truetype Open.

## Truetype & Postscript/PDF
Då Postscript nivå 1 lanserades 1984 fanns Truetype-formatet ännu inte, och kunde därför naturligt nog inte inkluderas i den ursprungliga specifikationen för sidbeskrivningsspråket. 1990 lanserades dock Postscript nivå 2, som stöder Truetype med hjälp av en rastrerare från Apple. Men det tog givetvis en tid för den nya Postscript-versionen att etableras på tryckerierna. Truetype-stödet var heller inte standard i Postscript nivå 2. Det var heller inte många typsnittsleverantörer som konverterade sina typsnitt till Truetype. Detta gjorde att endast Postscript Type 1-fonter i praktiken kunde användas för tryck under flera år. Och även om Postscript nivå 2 stöder Truetype, har det inte varit helt problemfritt. Att Truetype-fonter av sämre kvalitet har spridits i stora mängder till lågt pris (eller gratis) är en del av problemet.
Till följd av den ovan nämnda överenskommelsen mellan Microsoft och Adobe, kunde Adobe göra Truetype till en del av Postscript 3, som de lanserade 1997. Detta gör att det med moderna Postscript 3-RIP:ar inte längre spelar någon roll vilket fontformat som används. Att fonten är av hög kvalitet är givetvis alltjämt en förutsättning för att slutresultatet skall bli bra.
I en PDF sparas Truetype-fonter, som de är, utan konvertering, medan de i Postscript konvereras till Type 42-format. Märk dock att Adobe Indesign CS konverterar alla fonter till CID-format vid PDF-export med PDF Library. Detta ändrades dock med Indesign CS2, och inte heller Indesign CS3 gör denna konvertering, utom för vissa Unicode-delmängder, till exempel för asiatiska språk.

## Hinting
Till Truetype-formatets styrkor hör möjligheten att hinta fonterna. Hinting går ut på att instruktioner om hur fonten ska renderas på skärmar och skrivare, beroende på typgrad (teckenstorlek) och utrustningens upplösning. På detta sätt kan text satt med liten grad se tydlig och bra ut på skärm eller skrivare med låg upplösning. Till Windows 95 finns tillägget Font smoother, som kantutjämnar texten, och får den att se bättre ut på skärm. Denna teknik finns inbyggd i senare versioner av Windows. Georgia, som är framtaget just för optimal textåtergivning på skärm, anses vara ett av de allra bäst hintade typsnitt som finns.
Nya tekniker som Microsofts Cleartype, Adobes Cooltype, och textrenderingen i Mac OS X, drar liten eller ingen nytta av de ”hintar” som finns i fonten. T.o.m. kan en långt driven hintning vara till nackdel i dessa system, har det hävdats.